# Barbara Janke (Pädagogin)
Barbara Janke (* 1910 in Schlesien; † 20. Februar 2008 in Neukirchen-Vluyn) war eine deutsche Reformpädagogin, Kindergärtnerin und evangelische MBK-Missionarin, die mehr als 35 Jahre in China und Indien gewirkt und dort die ersten Kindergärten aufgebaut hat.

## Kirchengeschichtliche Einordnung
Die Deutschen Mädchen Bibelkreise (MBK) wurden 1919 in Leipzig aus verschiedenen Bibelkreisen von Schulmädchen aus ganz Deutschland gegründet. Hildegard Spengler und Elli Gräfin von Lüttichau waren die ersten Frauen, die 1925 nach China aufbrachen. Ihre Mission sollte mit der China Inland Mission (CIM) verbunden werden. Aufgrund der damaligen politischen Unruhen in China konnte jedoch erst 1929 die erste MBK-Station in Hotschuan eröffnet werden. Später wurde der Name der Mission aufgrund der politischen Entwicklungen in Deutschland in Hotschuan-Mission geändert. Nachdem die deutschen Frauen während des antijapanischen und des chinesischen Bürgerkriegs weitergearbeitet hatten, mussten sie China 1951 endgültig verlassen. Später ging die Hotschuan-Mission im heutigen MBK - Evangelisches Jugend- und Missionswerk auf.

## Leben

### Ausbildung
Nachdem der MBK e.V. mit seiner Zentrale in den 1930er Jahren nach Bad Salzuflen umgezogen war, besuchte Barbara Janke in der dortigen Bibelschule den 8. Ausbildungsjahrgang zur Gemeindepädagogin und lernte die Kindergartenbewegung kennen.

### Wirken in China
1938 reiste Barbara Janke gemeinsam mit Carla Tegtmeier nach China aus, statt der ursprünglich vorgesehenen Hildegard Kalthoff, der das Tropenzeugnis verweigert wurde. Mit dem Schiff waren beide Frauen mehrere Wochen nach Ostasien unterwegs und Janke blieb zunächst für einen Sprachkurs einige Monate in Hongkong. Erst 1939 ergab sich eine Möglichkeit zur Weiterreise ins Landesinnere mit einer Gruppe englischer Missionare. Mehrere tausend Kilometer war Janke hauptsächlich auf Flussbooten auf dem Jangtsekiang bis hinter Chungking unterwegs. Letztlich kam Janke in Hotschuan an und arbeitete dort im MBK-Missionshaus mit.
Trotz des chinesisch-japanischen Krieges und des deutsch-japanischen Bündnisses begann Janke 1943 einen Kindergarten aufzubauen. Diese Form der Kinderbetreuung gab es bis dahin noch nicht in China und setzte reformpädagogische Ansätze um.
Während des Zweiten Weltkrieges und des japanisch-chinesischen Krieges wurde die weltweite ökumenische Verbundenheit unter den Missionaren aus verschiedenen Missionsgesellschaften vor Ort lebendig gelebt und Janke trug dieses Gemeinschaftsgefühl in ihren Briefen nach Deutschland zurück:

„Wie haben wir das genossen! Da saß man nun, aus allen Erdteilen gebürtig, wie eine große Familie zusammen, und es war ein feines geschwisterliches Zusammensein.“

Aufgrund der Zuspitzung der politischen Situation musste Janke 1951, wie alle westlichen Kirchenmitarbeitenden, China verlassen und reiste zurück nach Deutschland.

### Wirken in Indien
Da eine erneute Ausreise durch das Einreiseverbot für kirchliche Mitarbeitende nach China bis in die späten 1980er Jahr nicht möglich war, reifte in Barbara Janke der Wunsch mit der Breklumer Mission nach Indien zu reisen und dort ihre Arbeit mit Kindern fortzusetzen. Im Auftrag der Breklumer Mission wurde Barbara Janke schließlich 1952 nach Indien ausgesandt, um in Kotapad/Jeypore ein Mädcheninternat zu leiten. Sie war die insgesamt 51. Person, die von 70 Männern und Frauen als Missionare zwischen 1881 und 1975 über die Breklumer Mission nach Indien entsandt wurden, 1953 ausreiste. Bei ihrer Arbeit hatte Janke neben den Mädchen im Internat auch deren überwiegend in Bergdörfern lebenden Adivasi-Familien im Blick und bemühte sich um deren Lebenssituation. Zeitweilig kümmerte sich Janke um über 120 Mädchen, die im Internat lebten. Unter den Breklumer Missionaren galt sie als starke Persönlichkeit und ruhender Pol, wodurch sie für alle eine wichtige Bezugsperson war.
In ihrer Auffassung ihres missionarischen Auftrages war sie überzeugt, einen Dienst für die Menschen zu tun. Mit diesem Selbstverständnis prägte sie in den 1970er Jahren den Wandel im Verständnis von Mission zum partnerschaftlichen Handeln mit. Durch ihre Arbeit und reformpädagogische Tätigkeit hat Janke in Indien und der Jeypore-Kirche Spuren hinterlassen. Mit ihrem Ruhestand verließ Barbara Janke 1975 Indien mit dem Schiff und siedelte zunächst ins pietistisch geprägte Herrenberg, wo sie ursprünglich mit der ersten Chinamissionarin Elli Gräfin von Lüttichau den Ruhestand verbringen sollte. Jedoch verstarb jene kurz vor der Ankunft von Janke.

### Wirken in Deutschland
Auch in ihrem Ruhestand setzte sich Barbara Janke für das Miteinander in der Gesellschaft und die Völkerverständigung, besonders für die Integration von Menschen mit Migrationshintergrund ein. Schließlich zog sie zur Pflege ihres gehörlosen Bruders wieder nach Westfalen. Als sie selbst aufgrund einer eigenen Sehschwäche nicht mehr lesen konnte, ließ sie sich Nachrichten und Bücher vorlesen und brachte durch rege Diskussion diese in Kontext der eigenen Pädagogik und Theologie.

## Werke
- Die Jän-Kinder. Kleine Lichter Heft 79, Bad Salzuflen, MBK-Verlag, 1947.
- Der dich liebet, der dich kennt. Erlebtes aus einem Kindergarten in China, Bad Salzuflen, 1947.
- Es lässt mir keine Ruhe. Kleine Lichter, Bad Salzuflen, MBK-Verlag, 1950.